# Coryanthes javieri
Coryanthes javieri là một loài thực vật có hoa trong họ Lan. Loài này được Archila mô tả khoa học đầu tiên năm 2007.